# Sora no Otoshimono
Sora no Otoshimono (яп. そらのおとしもの Сора но отосимоно) — манга Суу Минадзуки, выходящая с 2007 года. В 2009 году, также вышла аниме-адаптация манги. Изначально в первой аниме-адаптаци должно было быть 14 эпизодов. Однако, один из эпизодов был признан «слишком опасным» для показа и в эфир попало только 13. Позднее, вырезанный эпизод вышел на DVD. Также, в ноябре 2010 года, был анонсирован выход полнометражного фильма. Данный фильм вышел в Японии 25 июня 2011 года. Первая его половина представляла собой компиляцию содержимого первых двух сезонов сериала рассказанную от имени Хиёри. Вторая половина описывала превращение Хиёри в ангелоида, с отличной от манги концовкой. На 2014 год анонсирован второй полнометражный фильм, который завершит экранизацию манги. Последняя глава манги вышла 26 января 2014 года..

## Сюжет
Согласно сюжету, с давних времён, над Землей перемещается воздушный город «Синапс». Он невидим для людских глаз, однако, его выдают возникающие вокруг него магнитные аномалии. Населяют его крылатые «ангелы», основная часть которых на момент начала сюжета спит в особом центре и видит сны о том, что они — земляне. Данные сны превращаются в реальность и на Земле появляются бескрылые версии ангелов, живущие в соответствии со сном. Когда же земное тело умирает, память землян о нём очищается, а ангел при желании может посмотреть другой сон. Ввиду этого, в Синапсе, в основном, встречаются созданные ангелами роботы «ангелоиды», также обладающие крыльями. В отличие от ангелов, ангелоиды носят ошейник. После проведения процедуры, называемой «импринтинг», цепь от этого ошейника закрепляется на руке хозяина ангелоида. Технология Синапса развита настолько, что для него нет практически ничего невозможного. Для управления ею активно используются особые карты, посылающие запросы в Синапс и пересылающие владельцу карты запрошенное. Ныне Синапс остановился над городом Сорами, в котором живёт главный герой, Томоки. Сюжет повествует о нём и ангелоиде Икар, признавшей Томоки своим хозяином.

## Персонажи
Томоки Сакурай (яп. 桜井 智樹 Сакурай Томоки) — главный герой, мастер Икар. С десяти лет живёт в полном одиночестве и о его родителях уехавших в кругосветное путешествие, напоминают лишь регулярные денежные переводы. Как и прочие представители рода Сакурай, обладает фамильной чертой — тягой к постоянным сексуальным домогательствам по отношению ко всем симпатичным девушкам. Как следствие, он унаследовал и постоянные проблемы Сакурай с противоположным полом. 11 лет назад, сны Томоки по неизвестным причинам вступили в контакт с Синапсом. Поэтому, ему регулярно снится сон о создательнице ангелоидов, Дедал, которую он любит и которая любит его. Изначально Синапс решил не обращать на это внимания, но после того как через сны Томоки в Синапс проникли земляне, было принято решение убить его. При этом, оказалось что Томоки обладает определённым иммунитетом к воздействию Синапса и способен сохранить память об умершем ангеле. Ныне Томоки озабоченный извращенец, помешанный на трусиках, подглядывании за девочками и тому подобном, а также занимает последнюю строчку составленного школьницами списка «кого бы вы хотели видеть своим парнем?». Единственная, кто свободна от его домогательств — Икар. Изначально Томоки объяснял это тем, что не интересуется теми, кто не является человеком. Однако, это не мешает ему приставать ко всем остальным ангелоидам и объяснить такое различие между словами и действиями он не в состоянии. Он состоит в клубе «Открывателей нового континента» (яп. 新大陸発見 Син тайрику хаккэн). Однако, в число участников его вписали без его ведома, поэтому его участие в клубе является чисто формальным. С помощью техники Синапса, периодически Томоки появляется также и в своей женской форме, под псевдонимом «Томоко» (яп. 智子 Томоко).
Сэйю: Соитиро Хоси
Томоё Сакурай (яп. 桜井 智代 Сакурай Томоё) — мама Томоки. Выглядит также как Томоки в его женской форме и также как и он, обожает приставать к девушкам. При этом, до тех пор пока у девушек есть грудь, её абсолютно не беспокоит что у них есть и крылья. Однако, в отличие от сына, круг интересов Томоё простирается и на симпатичных мальчиков. За это, подобно Томоки которого избивает Сохара, регулярно бывает бита своим супругом. В аниме не появляется.
Томодзо Сакурай (яп. 桜井 智蔵 Сакурай Томодзо:) — покойный дед Томоки. Столь же озабочен как и его внук. Несмотря на то что он уже мёртв, дух деда является персонажам когда они вместе с Томоки оказываются на пороге смерти или когда его потомки проявляют недостаточную твёрдость в проявлении своей натуры озабоченных извращенцев.
Икар (яп. イカロス Икаросу) — главная героиня. Добра и спокойна. Держит арбузы в качестве домашних любимцев, а также питает слабость ко всему, что похоже на арбуз. Покушаться на её арбузные грядки опасно для жизни. Икар является представителем первого поколения ангелоидов, класса «Альфа», при разработке которого усилили боевые и умственные навыки, пожертвовав при этом эмоциями. Её сила настолько огромна, что Синапс боялся её, и она заслужила титул «Королевы небес» (яп. 空の女王 Сора но дзёо:). Не меньшим почётом её сила пользуется на Земле и семейство Сацукитанэ в котором сила значит всё, даже выстроила в качестве подарка Икар новый дом. Также известна в Сорами за свои красоту и великолепные вокальные данные. Настоящий возраст не называется, указывается лишь, что Икар лично уничтожила Вавилонскую башню вместе с прилегающим городом. На Земле Икар появляется как ангелоид-любимец (яп. 愛玩用エンジェロイド айганъё: эндзеройдо) класса «Альфа», основная часть способностей и памяти которой была заблокирована. Первым встреченным ею человеком стал Томоки, которого она признала своим мастером и в которого вскоре влюбилась. Изначально, Икар исполняла абсолютно любые желания своего владельца. Однако, современная модель карты Синапса стала сном, вместе с миром в котором Икар исполняя шуточный приказ захватить мир, уничтожила всё человечество. Теперь у неё остались лишь старые модели карт, каждая из которых имеет узкую специализацию и ограничена в возможностях. Например, созданное картой устройство позволяющее Томоки превращаться в девушку, ломается при излишнем возбуждении пользователя. Вскоре Икар повстречалась с Нимфой, которая взломала защиту Икар и случайно пробудила её, однако даже узнав о своём прошлом, Икар до последнего скрывала его от Томоки. Также как и её имя, её вооружение позаимствовано из греческой мифологии. Так, она использует ракеты «Артемида», защитное поле «Эгида» и лук Аполлона способный одной стрелой уничтожить целую страну. Обладает мощнейшим реактором, за которым ведёт охоту Синапс. После того как серьёзно пострадала в бою с Мэран, эволюционировала с помощью системы Пандоры.
Сэйю: Саори Хаями
Нимфа (яп. ニンフ Нинфу) — ангелоид первого поколения, класс «Бета». При её разработке акцент делали на интеллекте и эмоциях, поэтому пожертвовали качеством боевых навыков. В отличие от Икар, рассчитана на электронную войну. Презираема своим мастером, так как из-за технической отсталости землян, от хакерских способностей Нимфы все равно никакого толку. Также, подвергалась постоянным издевательствам и унижениям со стороны мастера. Хорошо играет на электронных инструментах, но в отличие от Икар, поёт отвратительно. Её выступление закончилось тем, что у всех жителей Земли выбило барабанные перепонки и они утратили свои речевые способности. Нимфа была послана чтобы вернуть Икар назад, на небо. Но вместо того чтобы вернуть Икар, Нимфа случайно пробудила её. Хотя она все ещё могла вернуть Икар взяв Томоки в заложники, она не смогла осуществить свой план, так как Томоки стал первым кто похвалил её работу. В результате она влюбилась в Томоки и когда ей на подмогу были присланы гарпии, повернулась против Синапса. Однако, потеряла при этом крылья, а цепь связывающую её с её мастером разрубил Томоки. Ввиду этого, формально не имеет хозяина. Реально, подчиняется Томоки. Однажды он даже предложил стать её мастером, но так как после этого у Нимфы выросли крылья, на радостях она забыла вручить Томоки цепь от своего ошейника. Несмотря на свои чувства к Томоки, поняв что Икар также влюблена в него, Нимфа предпочла не вмешиваться в их отношения.
Сэйю: Иори Номидзу
Гарпии (яп. ハーピー Ха:пи:) — ангелоиды класса «Гамма», посланные на подмогу Нимфе, с целью воспользоваться маскировкой Нимфы, уничтожить Икар из засады и вернуть в Синапс её крылья. Однако, вместо того чтобы замаскировать их, Нимфа атаковала их. В аниме же, им удалось временно склонить Нимфу на свою сторону. Позднее фигурируют как подручные хозяина Синапса, охраняющие Синапс от вторжения землян. При второй вылазке на Землю с целью атаки Икар и Томоки так же влюбились в последнего, но не смогли пойти против хозяина Синапса, поэтому, активировав программу самоуничтожения на ошейниках, взорвали сами себя.
Сэйю: Митико Нэя
Астрея (яп. アストレア Асуторэа) — ангелоид класса «Дельта», посланная чтобы убить Томоки. Быстрейшая из ангелоидов и не имеет равных себе в ближнем бою. Однако, ради её силы и эмоций, в жертву был принесён интеллект. Поэтому, она на столько глупа, что не может даже сказать сколько будет один плюс один. Также, она не имеет никакого оружия дальнего боя. Как ввиду своей неуклюжести, так и ввиду страха перед гневом Икар, она не смогла выполнить свою миссию и была вынуждена остаться на Земле. В стычке с Хаос, Астрея решила по примеру Икар и Нимфы влюбиться в Томоки и сама разорвала свою цепь, связывающую её, с её старым мастером. Теперь живёт у речки, рядом с Сугатой. Несмотря на то что Томоки разрешил Астрее заходить к нему всякий раз как она будет голодна, полностью утолить свой голод Астрея не в состоянии никогда. Имя взято у греческой богини справедливости, Астреи.
Сэйю: Каори Фукухара
Хаос (яп. カオス Каосу) — первый ангелоид второго поколения, класс «Эпсилон». Выглядит как маленькая девочка, обладает способностью копировать чужую внешность. Также способна получать способности своих сестёр пожирая их трупы. Благодаря своему каннибализму обладает системой самоэволюции «Пандора» полученной от Сирены, а также способностями Икар, Нимфы и Астреи полученными от копирующих их ангелоидов типа Мэран. Впервые Хаос появилась на Земле что бы вернуть крылья Икар. Однако, вместо выполнения своей миссии, она стала пытаться выяснить что из себя представляет «любовь» заставляющая ангелоидов идти против Синапса. Из пояснений Икар она усвоила только то, что любовь — это боль. Хотя ангелоиды Томоки не смогли полностью победить её, Икар утопила Хаос в океане, где давление воды было настолько велико, что Хаос не могла даже пошевелиться. Выбраться из моря она смогла лишь съев Сирену. Одновременно с этим, контроль над Хаос потерял даже её собственный мастер. В результате, когда по совету Томоки Хаос отправилась домой, в Синапс, Синапс боясь её силы, повернулся против неё. Неверно истолковав слова Томоки в очередной раз отчитывающего своих ангелоидов, Хаос считает что её отверг и он. Позднее получив память Хиёри осознала на сколько ужасны были её прежние поступки.
Сэйю: Аки Тоёсаки
Хиёри Кадзанэ (яп. 風音 日和 Кадзанэ Хиёри) — один из ангелов, спящих в Синапсе. На Земле техника Синапса сделала её ученицей той же школы что и Томоки, в роли которой она влюбилась в него. Также, единственная девушка, которая открыто призналась Томоки в любви. То что она стала также и членом клуба исследователей нового континента, означало что клубная активность Томоки должна повыситься. Поэтому, Томоки под видом «вступительных экзаменов» заставил Хиёри участвовать в его извращённых проделках. Однако, Хиёри не отказалась ни от экзаменов, ни от участия в клубе и её отношение к Томоки абсолютно не изменилось. Более того, у окружающих возникло ощущение что Томоки и Хиёри встречаются. Вскоре она погибла, будучи сбита машиной. После этого, Хиёри была переделана в ангелоида (класс «Дзета», Деметра) и послана обратно на Землю, чтобы убить Томоки. Как ангелоид, обладает способностями к управлению погодой и как защита от возможной атаки Нимфы, оборудована для ведения электронной войны. Однако, не устояла против системы Афродиты Нимфы и была освобождена от власти Синапса. Позднее позволила убить себя Хаос, дабы передать ей знания необходимые что бы сблизиться с Томоки.
Сирена (яп. セイレーン Сэйрэ:н) — морской ангелоид, класс «Эта». Была разработана, в надежде убить Томоки в море, воспользовавшись неспособностью плавать у охраняющих его ангелоидов. Однако, раньше чем Сирена успела приступить к выполнению своей миссии, её саму убила и съела Хаос. В аниме не появляется.
Орэгано (яп. オレガノ Орэгано) — медицинский ангелоид, который увязался за Сугатой во время одной из его вылазок в Синапс. За её характер, при первом же взгляде Томоки окрестил её «Мини-Икар». Так как Томоки отказался принять к себе ещё одного ангелоида, Орэгано забрала к себе Микако. Прожив недолгое время с ней, Орэгано выучилась говорить и переняла манеры Микако. При Томоки ведёт себя идеально, спокойно и скромно, всячески пытаясь ему понравится. Однако, оставаясь наедине с Нимфой проявляет свою истинную натуру, стремясь выставить её перед Томоки в чёрном свете и избавиться от конкурентки. Как позднее раскрывается, Орэгано ненавидит Нимфу за то что та отравляла жизнь Орэгано и её сёстрам, заставляя слушать своё отвратительное пение. В аниме не появляется.
Икар Мэран (яп. イカロス＝メラン Икаросу Мэран) — тактический ангелоид, класс «Тета», созданный Хозяином Синапса в попытке воспроизвести Королеву небес. Двойник Икар, но в отличие от неё обладает чёрными волосами и крыльями. Способна полностью копировать облик Икар, включая цвет крыльев. Обладает столь же мощным ядром что и Икар, однако, так как у Хозяина Синапса не было достаточно времени, её ядро нестабильно. Позднее также появились ангелоиды типа Мэран, копирующие Нимфу и Астрею. В аниме не появляется.
Сохара Мицуки (яп. 見月 そはら Мицуки Сохара) — подруга детства Томоки. В прошлом была слаба и поэтому большую часть времени проводила дома. Единственным кто приходил с ней поиграть, стал Томоки. Однако, все его игры сводились к издевательствам над ней и испытанию на ней всего, что Томоки увидит по телевизору. Именно благодаря тому что Томоки предложил Сохаре разбить рукой несколько плит, а для поднятия в ней боевого духа стащил с неё штаны, родился её смертельный удар. Также, Томоки стал единственным кто пришёл на день рождения Сохары, но подарил ей только косточку от апельсина, чтобы та вырастила целое дерево и лакомилась апельсинами каждый год. При этом, раньше чем Сохара успела попробовать выросшие фрукты, их уже съел сам Томоки. Ныне Сохара влюблена в своего друга, но всеми силами пытается скрыть свои чувства по отношению к нему. Однако будучи ребёнком она погибла из-за того что была слаба телом, и на её место Даедалус создала клона, чтобы Томоки не забывал о Сохаре
Эйсиро Сугата (яп. 守形 英四郎 Сугата Эйсиро:) — глава и на момент начала сюжета, единственный член клуба «Открывателей нового континента». Несмотря на то что наука не может объяснить созданные Синапсом магнитные аномалии, Сугата считает их признаком нового континента, а его клуб соответственно пытается изучить Синапс. Также, он с переменным успехом пытается летать на дельтаплане, за что имеет репутацию чудака. По неназванным причинам, живёт не в нормальном доме, а в палатке у реки. С детства дружит с Микако и может сражаться на равных с ней.
Сэйю: Тацухиса Судзуки
Микако Сацукитанэ (яп. 五月田根 美香子 Сацукитанэ Микако) — наследница богатой семьи якудза. Обожает издеваться над людьми и манипулировать ими. Также регулярно устраивает в Сорами различные конкурсы, непременно втягивая в них Томоки. Что обычно, ничем хорошим для Томоки не кончается. Также, является превосходным бойцом и снайпером.
Сэйю: Аяхи Такагаки
Дедал (яп. ダイダロス Даидаросу) — создательница ангелоидов первого поколения, девушка из снов Томоки. В этих снах она представлена девушкой, которую любит Томоки и которая любит его. Имя взято у персонажа греческой мифологии, создавшего крылья позволившие ему и его сыну Икару бежать из плена. В манге была Сохарой, пока спала и видела сны о Земле, однако будучи ребёнком она умерла из-за слабого тела, но чтобы Томоки никогда не забыл о Сохаре, она создала своего клона, и отправила жить на Землю к Томоки
Сэйю: Асука Окамэ
Минос — главный антагонист манги, нынешний глава Синапса. Презирает подчинённых ему ангелов за то, что величию Синапса они предпочли сны о Земле. Является создателем ангелоидов второго поколения, однако признает, что, в деле создания ангелоидов, Дедал намного его превосходит. Безуспешно пытается убить Томоки и вернуть перешедших на его сторону ангелоидов.

## Технологии
В манге и аниме представлены много технологий футуристичного стиля, также присутствуют аналоги реальных военных разработок.
Система Уран (яп. ウランシステム Уран Cисутэму) — является одной из самых мощных систем ведения боя. Контролем над данной системой осуществляет Икар. Разработана Дедалом. Появляется в аниме.
Зевс (яп. ゼウス Дзэусу) — данное оружие используется для защиты Синапса. Контроль над ним осуществляет действующий правитель Синапса. Разработана она была также Миносом. В аниме появляется.
Артемида (яп. アルテミス Арутэмису) — выпускает мощный заряд нескольких самонаводящихся ракет которые поражают цель сразу несколькими мощными ударами. Была разработана Дедалом для Икара. Появляется в аниме.
Эгида (яп. 後援 Коэн) — система защиты ангелоидов боевого типа первого поколения. Была разработана Дедалом для Икара. Икар имеет возможность использовать её во время ведения боя в режиме Королевы Урана. Появляется в аниме.
Эгида L (яп. 後援 Коэн-эру) — новая система защиты ангелоидов первого поколения. Была разработана Дедалом для Астреи. Астрея имеет возможность её применения во время ведения боя с щитом. Появляется в аниме.
Ядро переменных крыльев (яп. コア変数の翼 Коэ-хэнсу-но-цубасэ) — является мощнейшим реактором Синапса. Было разработано Дедалом и встроено в Икар. Минос предпринимал попытки воссоздать ядро, но ядро было не стабильно из-за чего контролировать его было сложно.
Лук Апполона (яп. アポロの弓 Апоро-но-юми) — способен производить разрушения огромных масштабов. Выпускает одну стрелу которая взрывает всё в радиусе поражения. Был спроектирован Дедалом для Икар. Появляется в аниме.

## Список томов
| № | Японский язык: дата публикации | Японский язык: ISBN    |
| --- | ------------------------------ | ---------------------- |
| 1 | 26.09.2007                     | ISBN 978-4-04-713973-2 |
| Томоки пытается выяснить смысл снящегося ему с детства сна и в итоге встречает Икар, которая признаёт его своим хозяином. Так как Томоки живет один, Сугата решает что Икар должна жить у Томоки. Развлекаясь с помощью её сил, Томоки случайно уничтожает человечество. Но благодаря той же силе Икар, в итоге гибель человечества оказывается дурным сном. Следующие карты полученные от Икар, Томоки тратит на то чтобы все трусы Сохары улетали от неё и на то чтобы она выиграла поездку на пляж. На пляже выясняется, что Икар может погружаться на глубину в три километра и обходиться без воздуха 720 часов. Это заставляет Сугату сомневаться, что Икар действительно создавалась для развлечений. |                                |                        |
| 2 | 26.12.2007                     | ISBN 978-4-04-715013-3 |
| Сугата тренирует Томоки и Сохару в математике. При этом выясняется что вычислительные способности Икар близки к нулю, однако, она способна перемещаться со скоростью в 24 маха. Это еще больше увеличивает подозрения Сугаты. Микако устраивает игру на выживание, в которой также выясняется что Икар может выдержать прямое попадание из пистолета. После этого к Томоки возвращаются трусы Сохары, улетевшие в предыдущем томе. Однако, Сохара с помощью карты Икар делает так, чтобы они взрывались если Томоки смотрит на них. В результате дом Томоки уничтожен и он вынужден временно перебраться к Микако. Её семейство на столько впечатляется силой Икар, что в качестве подарка строит ей и Томоки новый дом. После этого, для того чтобы больше походить на человека, Икар решает врать окружающим. Прекратив это, она признается что хочет быть с Томоки и целует его. Вслед за этим, она сталкивается с Нимфой.                                                                                 |                                |                        |
| 3 | 26.07.2008                     | ISBN 978-4-04-715079-9 |
| Сохара и Томоки готовят вечеринку в честь дня рождения Икар. В это время сама Икар, сражается с Нимфой случайно пробудившей её и заставляет её отступить. Томоки же она говорит, что поранилась врезавшись в дерево. Томоки пробирается в женскую баню, где превращается в воду, которая начинает хватать девушек за грудь. Потом он превращается в мыло, и в итоге, в свою женскую версию, Томоко. Однако, перевозбуждается, в результате чего трансформация обращается вспять. В последующем диалоге выясняется что он понял что Икар его обманывает, но признает за ней право на наличие секретов. С помощью карты, Икар переводится в школу Томоки. Также, в его доме самовольно селится Нимфа, которую мастер пообещал взорвать в случае очередного провала. Она пытается взять Томоки в заложники, но не может этого сделать после того как тот поблагодарил её за превращение в парня о котором мечтают все девушки. Икар и Нимфа пытаются научить Икар улыбаться. На подмогу Нимфе, пребывают Гарпии. |                                |                        |
| 4 | 26.01.2009                     | ISBN 978-4-04-715164-2 |
| Нимфа предает Гарпий и нападает на них, но проигрывает и теряет свои крылья. Однако, Гарпий побеждает Икар, а Томоки разрубает цепь Нимфы. Томоки вновь пробирается к девушкам, превратившись в пол в женской раздевалке и в трусы, которые случайно надевает Сохара. Нимфа предлагает Томоки вновь сделать его самым популярным парнем, но лишь при условии что он прикажет ей. На что Томоки соглашается и становится таким образом её фактическим хозяином. Сохара и Томоки попадают на необитаемый остров, что в итоге оказывается розыгрышем Микако. Томоки, Сугата и Сохара пытаются проникнуть в сон Томоки, но в итоге оказываются в Синапсе. |                                |                        |
| 5 | 25.04.2009                     | ISBN 978-4-04-715228-1 |
| Микако устраивает состязание по реслингу, в котором Томоки побеждает всех участниц, хватанием их за грудь, но проигрывает Сохаре. Томоки, Икар и Нимфа идут на свидание, на котором Икар разносит зоопарк, думая что это порадует Томоки. Члены клуба исследования нового континента образуют собственную группу, которая за счет вокальных данных Икар, выигрывает на культурном фестивале. На Землю прибывает Астрея и пытается убить Томоки. Однако, Томоки побеждает её с помощью своей техники «шести адов Томоки» (яп. 必殺智樹六道地獄 Хиссацу Томоки рокудо: дзигоку) (шесть вариантов сексуальных домогательств). Получив тяжёлые повреждения, в беспамятстве, Астрея разбалтывает свою миссию и причины заставившие Синапс напасть на Томоки. |                                |                        |
| 6 | 25.09.2009                     | ISBN 978-4-04-715292-2 |
| По глупости, Астрея разбалтывает Сугате еще больше секретной информации и пытается убить его, но в итоге попадает в плен к Сугате и Микако. Микако предлагает ей помощь в убийстве Томоки. Для этого она устраивает сражение в снежки. Масштабы игры приводят Астрею в ужас, после того как в игру вступает Сохара превратившаяся в огромного снеговика. Так как Икар угрожает убить Астрею в случае если Томоки пострадает, Астрее вновь не удается выполнить свою миссию. Сугата вновь проникает в Синапс, где обнаруживает спящих ангелов и в частности, Хиёри. Нимфа и Томоки открывают лавку, дабы набрать денег на диск с эротикой для Томоки. Томоки, Астрея, Сохара, Нимфа и Микако участвуют в викторине. Икар, как автор вопросов, подыгрывает Томоки, но в итоге побеждает Нимфа. |                                |                        |
| 7 | 26.10.2009                     | ISBN 978-4-04-715301-1 |
| Герои идут в бассейн, где Томоки пытается подглядывать за девочками, проплывая под ними. В результате Нимфа взламывает его мозг и блокирует способности к плаванию. Астрея совершает очередную неудачную попытку убить Томоки. На Землю прибывает Хаос и превратившись в Томоки, пытается узнать у Нимфы что такое «любовь», из-за которой Нимфа предала Синапс. После чего заставляет Икар начать самоуничтожение, в результате чего та теряет крыло. Астрея получает приказ её добить. Однако, вспоминая вопрос Томоки: "это твое собственное решение?", а также что Икар и Нимфа влюблены в него, решает сама влюбиться в Томоки и разрывает свою цепь. После этого она начинает сражение против Хаос. |                                |                        |
| 8 | 25.03.2010                     | ISBN 978-4-04-715399-8 |
| Икар топит Хаос на дне моря. Томоки предлагает Нимфе стать её мастером, что возвращает ей крылья. Однако, на радостях она забывает произвести импринтинг и отдать Томоки цепь от своего ошейника. Микако злится что вот уже четыре месяца не появлялась в манге и дабы сорвать свою злость на Томоки, устраивает игру по ловле связанных девушек в бассейне. По возвращении с игры Томоки надеется сделать предложение и подарить букет Икар, но его избивает Сохара. После этого Томоки пробирается в женский туалет, а также строит систему зеркал для подглядывания за девочками. В конце тома появляется Хиёри, желающая записаться в клуб исследователей нового континента. Хотя Сугата понимает что Хиёри на самом деле ангел из Синапса, он соглашается её принять. |                                |                        |
| 9 | 25.09.2010                     | ISBN 978-4-04-715520-6 |
| Так как число членов клуба выросло, Томоки заставляют регулярно появляться в нём. Поэтому, он устраивает Хиёри «вступительный экзамен», дабы отпугнуть её. Из чего, однако, ничего не выходит. Думая что Томоки шантажом принуждает Хиёри встречаться с ним, девушки ищут фото которыми Томоки мог бы шантажировать Хиёри. Однако, вместо этого находят карту которая принуждает их исполнить одну эротическую фантазию Томоки. Обиженный на людей Томоки уходит в лес, чтобы жить вместе с множеством своих копий созданных картой. Хиёри признается Томоки в любви, но вскоре её сбивает машина и она просыпается в Синапсе, а её земное тело исчезает на глазах Томоки. Томоки пытается выяснить правду у Нимфы, но та боится что в этом случае Томоки заметит окружающих его «нереальных» людей. В этот момент Синапс завершает уничтожение воспоминаний о Хиёри. |                                |                        |
| 10 | 26.10.2010                     | ISBN 978-4-04-715545-9 |
| Нимфа и Икар пытаются сделать Томоки счастливым, по руководству описывающему ситуации которые сделают любого парня счастливым. Однако, у Нимфы, в отличие от Икар, ничего не выходит. Начинается погодная атака Синапса и как выясняется, торнадо посланным на Сорами управляет превращенная в ангелоида Хиёри. Нимфа решает уничтожить Хиёри, так как никто не будет о ней плакать. Однако, оказывается что Томоки каким то образом сохранил свои воспоминания о ней. Под действием приказа Томоки, Нимфа взламывает импринтинг Хиёри системой Афродиты и освобождает её от власти Синапса. Нимфа и Икар донимают Томоки требованиями отдавать им приказы и дабы понять их чувства, Томоки вместе с Астреей выполняют приказ Сугаты, съесть все блюда в ресторане Микако. В это время Дедал пытается понять, что произошло с Нимфой во время боя. Микако устраивает состязание на выращивание самого большого цыпленка.                                                                                      |                                |                        |
| 11 | 26.01.2011                     | ISBN 978-4-04-715603-6 |
| Сохара ударом руки, отрубает Томоки член. В это время активируется карта превращающая отрубленный орган в Томоки, а основное тело — в Томоко, желающую стать обычной девушкой и завести роман с Сугатой. Икар обнажает окружающих девушек, чтобы заставить Томоко вновь стать извращенкой и слиться с Томоки. Однако, в итоге Томоки и Томоко начинают приставать к девушкам дуэтом и неограниченно плодиться от ударов Сохары. Клуб вновь даёт концерт, на котором выступают все ангелоиды, кроме Икар. Томоки решает освободить Икар, чтобы та научилась улыбаться. Однако, Икар угрожает утопить его за это в море. После их примирения появляется Сирена, которая сразу гибнет под атакой Хаос. |                                |                        |